# Janine Boissard
Janine Boissard (París, 18 de diciembre de 1932) es una escritora francesa, conocida principalmente por su obra L’Esprit de famille en diversos tomos, así como por otras novelas y su autobiografía: Vous verrez…vous m’aimerez.

## Biografía
Janine nació en París en 1932 y es la tercera hija de un vicegobernador de banco. Su abuelo es el político francés Adéodat Boissard.
A los veintidós años, Janine publicó su primera novela titulada Driss, con su apellido de casada Janine Oriano, la cual fue todo un éxito. Siguiendo los consejos de Jean-Claude Brisville, Janine escribió la novela policiaca B comme Baptiste, la cual fue publicada en 1971 en la colección Série Noire de la editorial Gallimard. Su otra novela policiaca, OK Léon, fue publicada en 1972 y adaptada al cine en 1974 bajo el nombre de OK patron.
Tras esto, ella cambia de registro y comienza una serie literaria que se titula L’Esprit de famille donde habla de sí misma y la cual tuvo una gran popularidad. Boissard continuó con su escritura y cada uno de sus libros llegó a vender varias decenas de miles de ejemplares, creando así una audiencia muy fiel a la escritora.
Asimismo, Janine ha escrito diversos guiones para la televisión y el cine.

## Obras
- L’Esprit de famille, tome 1 : Les Secrets du bonheur, Fayard, 1979 ISBN 9782253022176
- L’Esprit de famille, tome 2 : L'Avenir de Bernadette, Fayard, 1980 ISBN 9782253026242
- L’Esprit de famille, tome 3 : Claire et le bonheur, Fayard, 1981 ISBN 9782253027140
- L’Esprit de famille, tome 4 : Moi Pauline, Fayard, 1981 ISBN 9782213009285
- L’Esprit de famille, tome 5 : Cécile la poison, Fayard, 1984 ISBN 9782213013633
- L’Esprit de famille, tome 6 : Cécile et son amour, Fayard, 1984 ISBN 9782213014319
- Une femme neuve, Fayard, 1980 ISBN 9782213008790
- Rendez-vous avec mon fils, Fayard, 1982 ISBN 9782213011165
- Une grande petite fille, Fayard, 1992 ISBN 9782213028439
- Une femme en blanc (roman), Robert Laffont, 1983 ISBN 2221100905
- Belle-grand-mère, Fayard, 1983
- Belle-grand-mère 2 : Chez Babouchka, Fayard, 1984
- Belle-grand-mère 3 : Toi, mon pacha, Fayard, 1999 ISBN 2253148881
- Vous verrez… vous m'aimerez, Livre de poche, 1987 ISBN 978-2253047100
- Une femme réconciliée, Fayard, 1986 ISBN 9782213017167
- Croisière, Fayard, 1988 ISBN 9782213020730
- Croisière, tome 2 : Les Pommes d'or, Fayard, 1989 ISBN 9782253051213
- Trois femmes et un empereur, Fixot, 1989 ISBN [[Especial:FuentesDeLibros/ 	9782876450509| 	9782876450509]]
- L'Amour, Béatrice, Fayard, 1991 ISBN 9782213026428
- La Reconquête, Fayard, 1990 ISBN 9782213024400
- Cris du cœur, Albin Michel, 1991 ISBN 978-2226053534
- Chez Babouchka, Belle-grand-mère, Fayard, 1994 ISBN 9782213592237
- Boléro, Fayard, 1995 ISBN 9782213594033
- Bébé couple, Fayard, 1997 ISBN 9782213598284
- Marie-Tempête, Pocket, 1999 ISBN 978-2266091589
- Toi mon pacha, Fayard ,1999 ISBN 9782213602929
- La Maison des enfants, Robert Laffont, 2000 ISBN 2-221-08921-9
- Charlotte et Millie, Robert Laffont, 2001 ISBN 2-221-08502-7
- Priez pour petit Paul, Fayard, 2001 ISBN 9782213608341
- Recherche grand-mère désespérément, Fayard, 2002 ISBN 9782213613628
- Histoire d'amour, Robert Laffont, 2003 ISBN 2-221-09833-1
- Belle-grand-mère 4 : Allô, Babou… viens vite ! On a besoin de toi, Fayard, 2004 ISBN 9782213618630
- La Chaloupe, tome 1 : Le Talisman, Robert Laffont, 2005 ISBN  2-221-09935-4
- La Chaloupe, tome 2 : L'Aventurine, Robert Laffont, 2005 ISBN  2-221-10352-1
- Laisse-moi te dire, Fayard, 2006 ISBN 9782213625126
- Allez France !, Robert Laffont, 2006, ISBN  978-2-221-10837-6
- Je serai la princesse du château, Pocket, 2007 ISBN 978-2266174985
- Ne pense pas Pocket 2006 ISBN 9782266174985
- Malek, une histoire vraie, Fayard, 2008 ISBN 9782213633787[2]
- Un amour de déraison, Pocket, 2009 ISBN 2266185071
- Loup, y es-tu ?, Robert Laffont, 2009 ISBN 978-2-221-11302-8
- Sois un homme, papa, Fayard, 2010 ISBN 978-2-213-65165-1
- Parce que c'était écrit..., Pocket , 2010, ISBN 978-2-266-19975-9
- N'ayez pas peur, nous sommes là, Flammarion, 2011 ISBN 978-2-0812-4706-2
- Une vie en plus, Fayard, 2012 ISBN 978-2-213-66296-1
- Histoire d'amour Édition retrouvées ,2012, ISBN 978-2-365590-24-2
- Chuuut !, Laffont, 2013 ISBN 978-2-221-13146-6
- Belle Arrière-grand-mère, Fayard, 2014 ISBN 978-2-213-67239-7
- Au plaisir d'aimer, Flammarion, 2015 ISBN 978-2-08-134368-9
- Voulez-vous partager ma maison ?, Fayard ,2016, ISBN 978-2-213-68682-0
- Une femme, le roman d'une vie, Flammarion,2016 , ISBN 978-2-0813-8695-2
- La Lanterne des morts, Fayard, 2017 ISBN 978-2-213-70453-1
- Dis, t'en souviendras-tu ?, Fayard, 2018 ISBN 2844929729

## Filmografía

### Cine
- 1979: L'Esprit de famille, película francesa realizada por el director de cine Jean-Pierre Blanc y adaptación de la novela homónima.
- 1979: Les Givrés, película francesa realizada por Alain Jaspard, guion original de Janine Boissard y Albert Kantof.

### Televisión
- 1982: L'Esprit de famille (serie televisada), es una serie francesa realizada por Roland-Bernard, adaptación hecha por Janine Boissard de su novela homónima.
- 1998: Belle grand-mère, un telefilm realizado por Marion Sarraut, adaptación de la novela homónima.
- 2000: Marie-Tempête, un telefilm realizado por Denis Malleval, adaptación de la novela homónima.
- 2001: Belle Grand-mère 2, realizado por Marion Sarraut, adaptación de las novelas Belle Grand-mère y Chez Babouchka.
- 2003: La Maison des enfants, es una miniserie realizada por Aline Issermann (autora).
- 2005: Une famille pas comme les autres, un telefilm realizado por Édouard Molinaro, adaptación de la novela Recherche grand-mère désespérément.